# Olga Sacasa
Olga María Sacasa Cruz (nascida em 17 de junho de 1961) é uma ex-ciclista nicaraguense. Sacasa representou sua nação em dois eventos nos Jogos Olímpicos de Barcelona 1992.

## Resultados[1]
| Jogos | Idade | Cidade    | Terminou |
| ----- | ----- | --------- | -------- |
| 1992  | 31    | Barcelona | 12º QR   |
| 1992  | 31    | Barcelona | 16º      |